# 2906 Caltech
2906 Caltech је астероид главног астероидног појаса. Приближан пречник астероида је 57,98 ,
а средња удаљеност астероида од Сунца износи 3,164 астрономских јединица (АЈ).
Инклинација (нагиб) орбите у односу на раван еклиптике је 30,652 степени, а орбитални период износи 2055,954 дана (5,628 година). Ексцентрицитет орбите астероида износи 0,109.
Апсолутна магнитуда астероида износи 10,00 а геометријски албедо 0,052.
Астероид је откривен 13. јануара 1983. године.